# 다목적 기관총
다목적 기관총(多目的機關銃, General Purpose Machine Gun, GPMG)은 하나의 기관총으로 상황에 따라 경기관총(Light Machine Gun)으로도 사용하고, 중형기관총(Medium Machine Gun) 역할을 수행하며, 보병용 및 차재용, 항공기용 등 다목적으로 사용 가능한 기관총이다. 7.62x51mm NATO 탄을 사용하는 현대의 기관총은 대부분 이 범주에 속한다. 오늘날에는 분대지원화기와 중(重)기관총 사이의 간격을 메우는 역할도 한다.

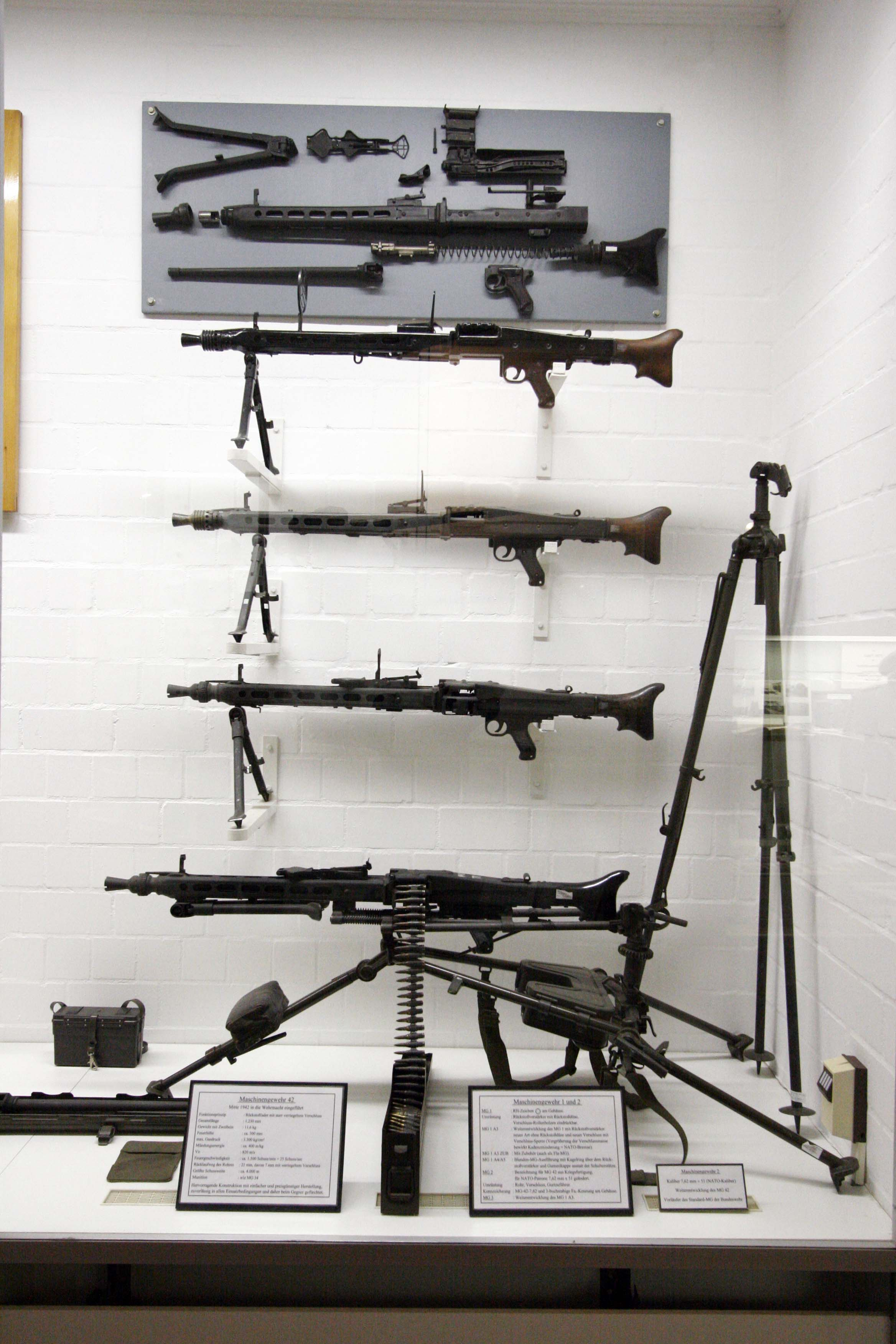
독일 MG 42 다목적 기관총의 양각대와 삼각대 구성모두를 갖춘 모습을 정리한 사진이다. 오른쪽의 긴 삼각대는 대공용이다.

## 역사
맥심 수냉식 기관총이 최초의 근대적 기관총으로 자리매김한 이래 기관총의 초기 역사에서 제2차 세계 대전 전까지 기관총은 늘 중(重)기관총과 경기관총으로 분류되었다.
중(重)기관총은 삼각대를 갖추고 고정된 위치에서 장시간 사격이 가능한 기관총으로 중대급 이상의 단위 부대에서 사용되었으며, 제1차 세계 대전에 참전한 각국은 전쟁이 진행되면서 별도의 기관총 중대를 창설하여 모든 중기관총을 집중 배치하였다. 이 시기 중기관총의 대부분은 수냉식으로 지나치게 크고 무거워 이동하면서 보병을 지원하는 역할은 힘들었다. 경기관총은 당시 전선상황에서 중기관총이 중대급 화기로 사용되자 소대급에서도 기관총에 대한 요구가 늘어 개발된 것으로 주로 양각대를 사용하고 중기관총에 비해 연사 능력 및 지속 사격능력이 떨어졌다.
전쟁 중에 확립된 이 체제는 전쟁 후에도 오랫동안 유지되었지만, 같은 구경이라도 서로 다른 종류의 기관총을 사용하는 것에서 발생하는 보급, 유지보수, 훈련 등 군수지원 등에서 문제가 있었다. 그러나 전쟁 후 군축과 1920년대 경제 대공황, 그리고 참호전이 미래 전투양상이라고 믿는 보수적인 군지휘부의 인식 등으로 인해 그대로 유지되고 있었다.
처음으로 다목적 기관총을 개발한 국가는 독일이었다. 베르사이유 조약에 의해 탄띠급탄식 기관총의 보유를 금지당한 독일은 새로운 중(重)기관총을 개발할 수 없었다. 그러나 탄창식 기관총의 개발은 가능했으므로 이 점을 이용하여 기관총 연구를 계속하였다. 특히 또 이면으로 스위스의 총기회사(졸루턴)를 사들여 스위스에서 개발을 계속하여 베르사이유 조약을 피해갔다. 그 결과 나온 것이 MG 30이었는데, 75발 탄창 사용만 가능했다. 독일군은 이 총을 채택하면서 탄띠식도 가능하도록 개량을 요구했는데, 이 결과 탄생한 것이 MG 34 기관총이다. 이 기관총은 개량을 요구한 독일군조차도 처음에는 미처 그 잠재력을 깨닫지 못했다고 한다. 이 기관총은 전용의 삼각대에 거치하여 중기관총처럼 사용할 수도 있었고, 양각대로 간단하게 보병용 기관총으로 사용할 수 있었다. 연사 능력은 뜨거워진 총신을 교체하는 것으로 해결하였던 것이다. 이 총을 개량한 것이 MG 42이며, 현재 독일 연방군은 이 총을 7.62×51mm NATO탄에 맞게 개량한 MG3를 사용하고 있다. 원본인 MG 42의 사용 탄약은 7,92 × 57 mm 마우저탄이다.

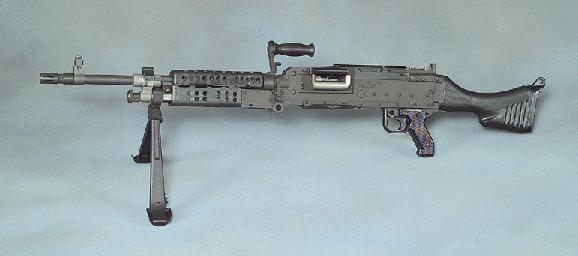
미군 M240 다목적 기관총

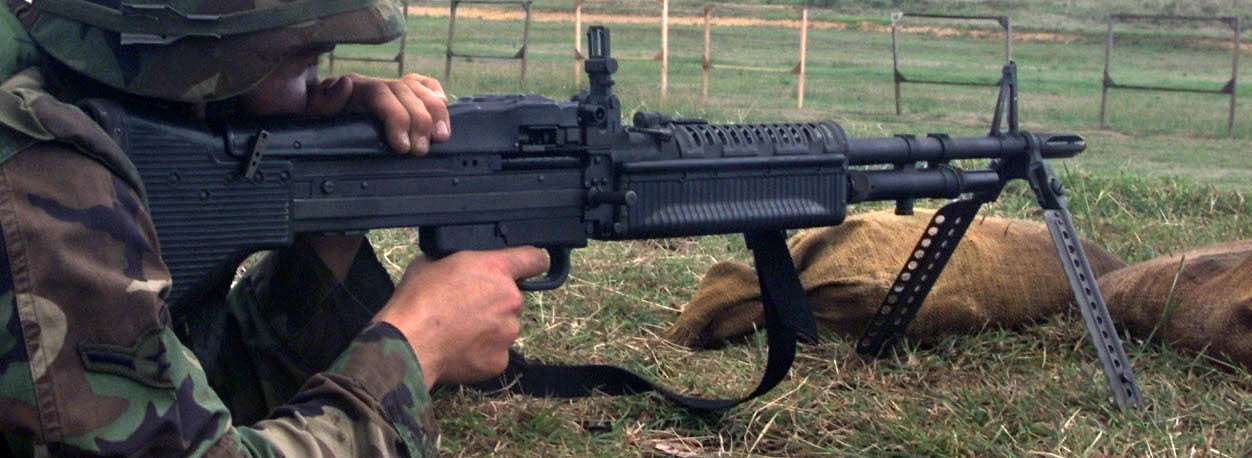
미군 M60 다목적 기관총

이 기관총으로 독일군은 대공용, 차량 탑재용, 전차용 기관총 등을 모두 한 종류로 통일할 수 있었다. 여러 면에서 효율성을 극대화할 수 있었다. 이로써 서로 다른 두 종류 이상의 기관총을 사용하던 체제에서 군수지원, 탄약보급, 훈련 등 발생한 문제들을 해결하여 군수지원 체계에서도 효율성을 극대화할 수 있게 된 것이다.
전쟁 종료 후 독일의 MG 34 및 개량형인 MG 42 다목적 기관총의 효용은 각국에 많은 영향을 주었다. 미국도 M1919라는 양각대와 삼각대에 모두 거치하여 쓸 수 있는 경기관총을 보유하고 있었지만 MG 30이나 MG 42의 간편함에 비할 바는 아니었다. M1919 기관총도 기관총 역사에 남을 걸작이긴 하지만, 거의 대부분 삼각대에 거치하여 사용하였고, M1919A4가 양각대와 개머리판을 갖추었지만, MG 34같은 다목적성은 달성하지 못하고 새로 개발하게 된다. 그 결과, 미국은 독일 공수부대용의 FG 42를 많이 참고한 M60 기관총을 내놓았고, 벨기에는 FN MAG를 개발하였다. 총기 분야에서 두각을 나타내고 있던 체코도 Vz. 52를 개발하였고, 소련은 PK 기관총을 개발하게 되었다.

## 대표적인 다목적 기관총
제2차 세계 대전 종료 후 독일군의 이 다목적 기관총 개념에 따라 각국도 동일한 형태의 기관총을 개발하게 된다. 대표적이 것이 미국의 M60 기관총, 구 소련의 PK 기관총, 체코의 Vz. 52, Vz. 58, 벨기에의 FN MAG(영국군 제식명 : L6, 미군 제식명 : M240) 등이 있다.

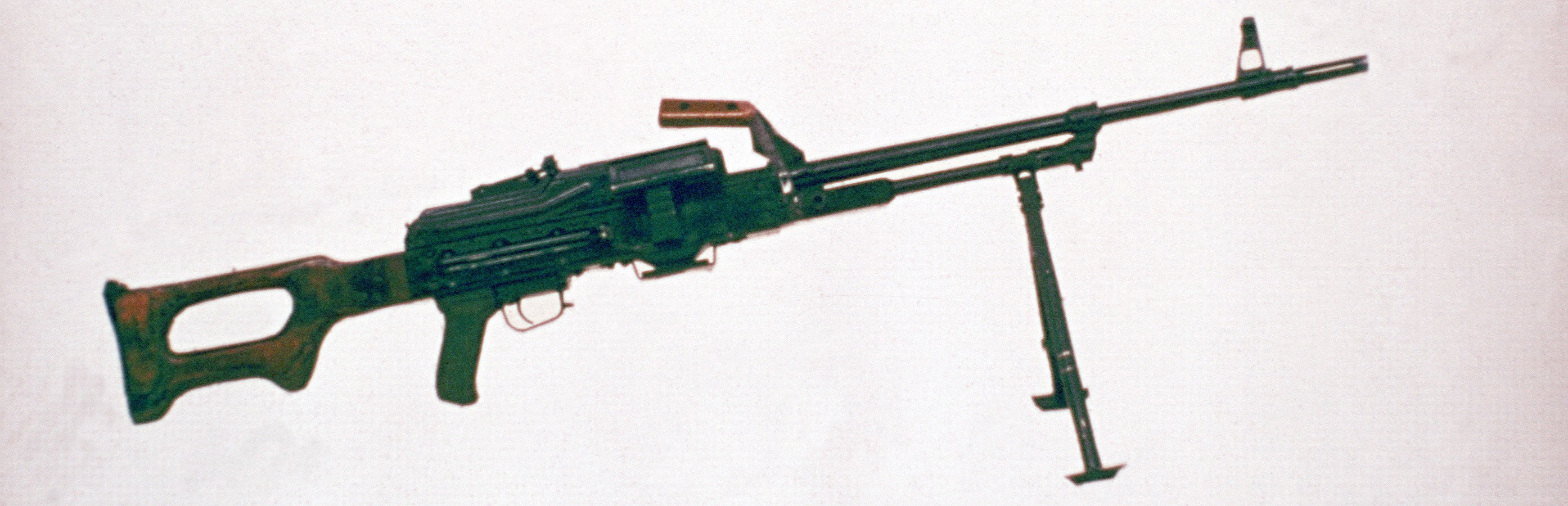
소련 PKM 다목적 기관총

## 다목적 기관총으로 분류하지 않는 기관총
- 12.7 mm 총탄을 사용하는 미국의 M2 기관총, 대한민국의 K6 기관총, 러시아의 NSV-12,7 "Utes", 등과 같은 중(重)기관총(Heavy Machine Gun)은 다목적 기관총으로 분류되지 않는다.
- 5.56×45mm NATO를 사용하는 기관총은 경기관총이자 분대지원화기로 분류된다.

## 같이 보기
- 중기관총
- 중형기관총
- 경기관총
- 분대지원화기